# Eleição municipal de Rio Branco em 2008
A eleição municipal da cidade brasileira de Rio Branco em 2008 ocorreu em 5 de outubro do mesmo ano. O prefeito da capital acriana Raimundo Angelim (PT) foi reeleito em primeiro turno. Foi a primeira eleição passível de 2º turno, já que neste ano a capital do Acre atingiu mais de 200.000 (duzentos mil) eleitores aptos a votar.

## Candidatos
|  | Nº | Candidato(a) a prefeito | Candidato(a) a prefeito                             | Candidato(a) a vice-prefeito | Candidato(a) a vice-prefeito                               | Coligação |
|  | -- | ----------------------- | --------------------------------------------------- | ---------------------------- | ---------------------------------------------------------- | --- |
|  | 13 |                         | Raimundo Angelim (PT) Raimundo Angelim Vasconcelos  |                              | Eduardo Farias (PCdoB) Francisco Eduardo Saraiva de Farias | Frente Popular das Comunidades I - Partido dos Trabalhadores (PT) - Partido Comunista do Brasil (PCdoB) - Partido Republicano Brasileiro (PRB) - Partido Progressista (PP) - Partido Democrático Trabalhista (PDT) - Partido Trabalhista Brasileiro (PTB) - Partido Social Liberal (PSL) - Partido Trabalhista Nacional (PTN) - Partido da República (PR) - Partido da Social Democrata Cristão (PSDC) - Partido Renovador Trabalhista Brasileiro (PRTB) - Partido Trabalhista Cristão (PTC) - Partido Socialista Brasileiro (PSB) - Partido Verde (PV) - Partido Republicano Progressista (PRP) - Partido Comunista do Brasil (PCdoB) - Partido Trabalhista do Brasil (PTdoB) |
|  | 33 |                         | Sérgio Petecão (PMN) Sérgio de Oliveira Cunha       |                              | Edilson Cadaxo (PMDB) Edilson Simões Cadaxo Sobrinho       | 100% Popular - Partido da Mobilização Nacional (PMN) - Partido do Movimento Democrático Brasileiro (PMDB) - Partido Humanista da Solidariedade (PHS) - Partido Popular Socialista (PPS) |
|  | 45 |                         | Tião Bocalom (PSDB) Sebastião Bocalom Rodrigues     |                              | Delinho (DEM) Manoel José Nogueira Lima                    | Produzir para Empregar - Partido da Social Democracia Brasileira (PSDB) - Democratas (DEM) - Partido Social Cristão (PSC) |
|  | 50 |                         | Antônio Rocha (PSOL) Antônio da Cruz da Rocha Alves |                              | Jamyr Rosas (PSOL) Jamyr de Souza Rosas                    | Sem coligação - Partido Socialismo e Liberdade (PSOL) |

## Resultado da eleição para prefeito
| Raimundo Angelim (PT)   | Eduardo Farias (PCdoB)  | 80.022  | 50,82%  |
| Sérgio Petecão (PMN)    | Edilson Cadaxo (PMDB)   | 40.304  | 25,60%  |
| Tião Bocalom (PSDB)     | Delinho (DEM)           | 35.177  | 22,34%  |
| Antônio Rocha (PSOL)    | Jamyr Rosas (PSOL)      | 1.946   | 1,24%   |
| Total de votos válidos  | Total de votos válidos  | 157.449 | 100,00% |
| Votos apurados          |                         |         |         |
| Votos válidos           | Votos válidos           | 157.449 | 93,38%  |
| Votos em branco         | Votos em branco         | 2.735   | 1,62%   |
| Votos nulos             | Votos nulos             | 8.429   | 5,00%   |
| Total de votos apurados | Total de votos apurados | 168.613 | 100,00% |
| Eleitores               |                         |         |         |
| Comparecimento          | Comparecimento          | 168.613 | 83,63%  |
| Abstenções              | Abstenções              | 33.007  | 16,37%  |
| Total de eleitores      | Total de eleitores      | 201.620 | 100,00% |
| Total de seções: 509    |                         |         |         |

| Partido | Partido | Candidato     | Votos   | Votos (%) |
| ------- | ------- | ------------- | ------- | --------- |
|         | PT      | Angelim       | 80 022  | 50,82%    |
|         | PMN     | Petecão       | 40 304  | 25,6%     |
|         | PSDB    | Tião Bocalom  | 35 177  | 22,34%    |
|         | PSOL    | Antônio Rocha | 1 946   | 1,24%     |
| Totais  | Totais  | Totais        | 157 449 |           |